# Keurusselkä
Der Keurusselkä ist ein See in den finnischen Landschaften Mittelfinnland und Pirkanmaa.
Der See liegt zwischen den beiden Städten Keuruu im Norden und Mänttä im Süden.
Er bildet zusammen mit dem Ukonselkä, der sich westlich anschließt, ein Seensystem.
Die gemeinsame Wasserfläche beläuft sich auf 118,2 km².
Die durchschnittliche Wassertiefe beträgt 4,88 m.
Die maximale Tiefe liegt bei 40,99 m.
Der Wasserspiegel liegt auf einer Höhe von 105,5 m.
Der Keurusselkä fließt zum südlich gelegenen See Kuorevesi und weiter nach Westen zum Ruovesi und Näsijärvi ab und liegt damit im Einzugsgebiet des Kokemäenjoki.
Durch die Nuklearkatastrophe von Tschernobyl im Jahr 1986 wurde die Region um den Keurusselkä stark radioaktiv belastet. Dennoch gelten die im See gefangenen Fische als gesundheitlich unbedenklich.

## Einschlagkrater
Der Keurusselkä bedeckt die Überreste eines Impaktkraters,
der 2003 von Amateurgeologen entdeckt wurde.
Strahlenkegel und entsprechende Gesteinsformationen, wie sie typischerweise durch Meteoriteneinschläge entstehen, wurden in einem Umkreis von knapp 6 km gefunden.
Dieses Gebiet ist möglicherweise lediglich der Zentralberg (⊙) und der ursprüngliche Kraterdurchmesser würde dann etwa 30 km messen.
Das Alter des Kraters wird auf 1.144±10 Millionen Jahre geschätzt.
Lediglich 30 km östlich vom Mittelpunkt der Keurusselkä-Impaktstruktur befindet sich der Karikkoselkä, eine wesentlich kleinere und jüngere Impaktstruktur.
Der Ukonselkä, ein annähernd kreisförmiger See unmittelbar westlich des Keurusselkä, wird ebenfalls als eine Impaktstruktur gelistet.